# Palacio de Westminster
El palacio de Westminster, en inglés informalmente The Houses of Parliament, alberga las dos cámaras del Parlamento del Reino Unido (la Cámara de los Lores y la Cámara de los Comunes). El palacio, que es uno de los cuatro lugares Patrimonio de la Humanidad de la ciudad de Londres, declarado por la Unesco en 1987, se encuentra situado en la orilla norte del río Támesis, en la ciudad de Westminster, cerca de varios edificios gubernamentales en Whitehall.
El palacio sirvió inicialmente como residencia real, pero ningún monarca ha vivido en él desde el siglo XVI. La mayor parte de la estructura actual data del siglo XIX, fecha en la que el palacio fue reconstruido después de un incendio en 1834, que destruyó la mayor parte de este. Los arquitectos responsables de la reconstrucción del palacio fueron Charles Barry y Augustus Pugin. El edificio es un ejemplo del estilo neogótico. Una de las características más notables del palacio es la torre del reloj, otra atracción turística que alberga la campana llamada Big Ben, nombre asignado informalmente al reloj de la torre.
El palacio contiene más de mil salas, siendo las más importantes las correspondientes a los salones de la Cámara de los Lores y la Cámara de los Comunes. El palacio también incluye salas de reunión, bibliotecas, pasillos, comedores, bares y gimnasios. Es el lugar donde se realizan importantes actos de Estado, de las cuales la más importante es la ceremonia de apertura del Parlamento. El palacio está muy asociado con las dos Cámaras, tal como lo demuestra el uso de la palabra «Westminster»para referirse al «Parlamento». Las oficinas de los parlamentarios se encuentran en edificios cercanos, como la Casa Portcullis y los Edificios Norman Shaw.

## Historia

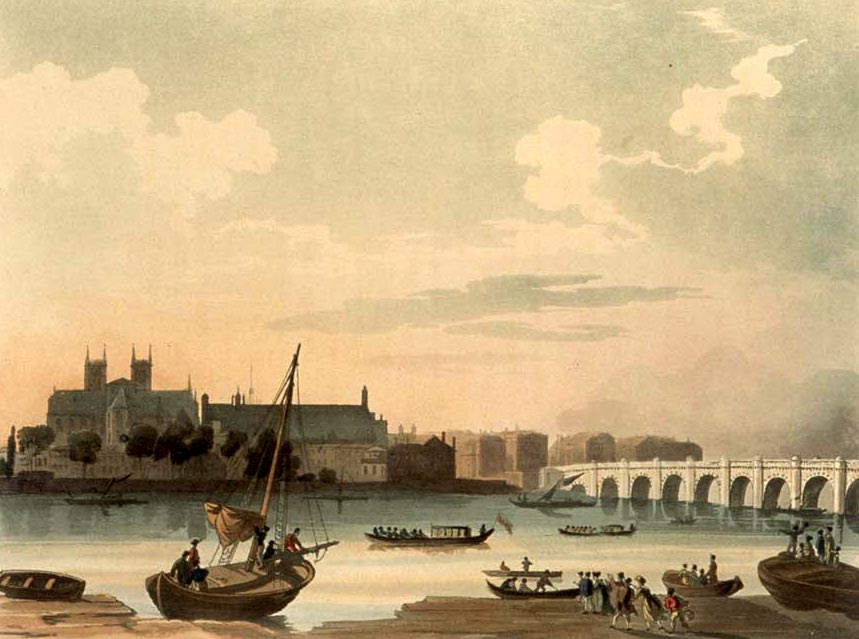
Salón y Puente Westminster, dibujo de Augustus Pugin y Thomas Rowlandson para el Microcosmos de Londres de Ackermann (1808).

El lugar donde se ubica el palacio de Westminster era conocido en la época medieval como Thorney Island, importante estratégicamente debido a su ubicación a orillas del río Támesis.
Se dice que Thorney Island fue la residencia real de Canuto el Grande (reinó de 1016 a 1035). El penúltimo monarca sajón de Inglaterra, Eduardo el Confesor, construyó un palacio real en Thorney Island, casi al mismo tiempo que construía la abadía de Westminster (1045 a 1050). Thorney Island y las áreas circundantes se conocieron luego como Westminster, una contracción de las palabras «west» y «monastery» que en castellano vendría a significar: monasterio del oeste.
Guillermo de Normandía, primo y sucesor de Eduardo el Confesor, se estableció en el palacio de Westminster luego de derrotar a Haroldo de Wessex en 1066, durante la conquista Normanda de Inglaterra y después de permanecer por un tiempo en la recién construida Torre de Londres. Guillermo I, conocido posteriormente como el Conquistador, eligió la abadía de Westminster para su coronación como rey de Inglaterra. Aunque es probable que Guillermo haya realizado algunos cambios en el palacio, fue durante el inicio del reinado de su hijo Guillermo II Rufus que se construyó el Salón Westminster, el Gran Salón, en el extremo norte del palacio y que permanece aún en pie después de 900 años de uso. La existencia de este salón, el más grande en esa época, ayudó a convertir a Westminster en el centro ceremonial del reino.
El palacio de Westminster fue la residencia principal de los monarcas en el período medieval. Debido a esto, a medida que el gobierno de Inglaterra fue evolucionando, muchas instituciones públicas se fueron asentando en Westminster. Por ejemplo, el predecesor del Parlamento, la Curia Regis (Concilio Real), se reunía en el Salón Westminster, aunque seguía al rey cuando este se mudaba a otros palacios. El Parlamento modelo, el primer parlamento oficial de Inglaterra, se reunió en el palacio en 1295. Desde entonces, casi todos los parlamentos se reúnen en el palacio. Aunque, por diferentes razones, algunos se han reunido en otros lugares.
Dado que originalmente el palacio fue diseñado como residencia real, no incluía ningún salón especial para las nacientes cámaras del parlamento (la Cámara de los Lores y la Cámara de los Comunes). Muchas importantes ceremonias de Estado, inclusive la Ceremonia de apertura del Parlamento, se realizaron en el apartamento privado del rey, el Salón Pintado. La Cámara de los Lores empezó a reunirse en el Salón Blanco (White Chamber). Sin embargo, la Cámara de los Comunes no tenía asignado un salón para sus reuniones, por lo que a veces celebraban sus reuniones en el Salón Pintado y otras veces llevaban sus debates a la Sala Capitular (terminada en 1259) o al refectorio de la abadía de Westminster.
El palacio de Westminster se había convertido en la residencia preferida de los monarcas británicos, pero en 1529 se produjo un incendio que destruyó gran parte de la estructura. En 1530, el rey Enrique VIII adquirió el palacio de York de Thomas Wolsey, un poderoso ministro que había perdido la confianza del rey. Enrique VIII renombró el palacio y lo llamó palacio de Whitehall, usándolo desde entonces como su residencia principal. Aunque Westminster siguió siendo oficialmente el palacio real, empezó a ser utilizado principalmente por las dos Cámaras del Parlamento y como Tribunal de justicia.

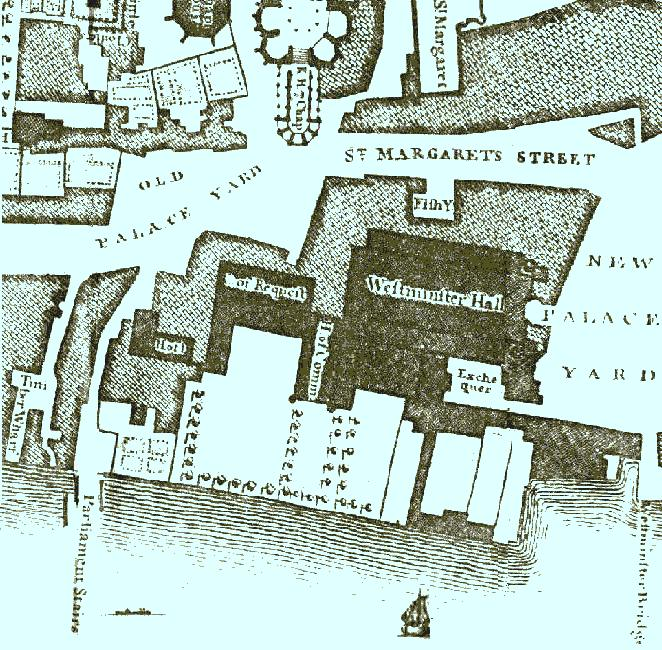
Detalle del mapa de Londres de 1746 de John Rocque.

En 1550, durante el reinado de Eduardo VI, sucesor de Enrique VIII, los Comunes consiguieron una sede permanente en el palacio, en una antigua capilla real, la capilla de San Esteban. El Acta de Chantries de 1547 (parte de la Reforma protestante) había disuelto la orden religiosa de los Cánones de St. Stephen (entre otras instituciones), dejando libre la capilla para el uso de los Comunes. Posteriormente, a solicitud de los Comunes se efectuaron algunas alteraciones en la capilla de St. Stephen.
El 16 de octubre de 1834, un incendio originado en la Cámara de los Lores debido al sobrecalentamiento de una estufa, destruyó la mayor parte del palacio. El incendio fue observado por miles de personas, entre ellos periodistas y artistas como J. M. W. Turner, quien ejecutó espectaculares pinturas como registro visual de este histórico momento.

J. M. W. Turner observó el fuego de 1834 y pintó muchos lienzos representándolo, como El incendio de las Cámaras del Parlamento (1835).

Solo el Salón Westminster, la Torre de la Joya, la cripta de la Capilla de St. Stephen y los claustros sobrevivieron al fuego. Debido a esto, en 1835 se nombró una Comisión Real para estudiar la reconstrucción del palacio. La comisión decidió que el palacio debía ser reconstruido en el mismo sitio y que su estilo debería ser gótico o clásico. A continuación se desarrolló un enardecido debate público sobre los estilos propuestos. El interés por la cultura medieval europea, conocido como estilo neogótico (Gothical Revival), había cobrado fuerza durante el siglo XVIII e inicios del siglo XIX. Por otro lado, a causa de la vinculación del estilo gótico con la monarquía, el estilo gótico se había convertido en el estilo nacional británico, en oposición al estilo clásico (derivado de las culturas griega y romana) asociadas a Francia durante la Revolución francesa. Además, el estilo gótico tenía resonancia religiosa como el estilo de las grandes catedrales medievales. Por todas esas razones, se consideró que el estilo arquitectónico gótico era el más apropiado para la reconstrucción del palacio.
En 1836, después de estudiar 97 propuestas, la Comisión Real escogió el plan de Charles Barry para un palacio en estilo gótico. En la propuesta se incluía mantener y reconstruir los recintos sobrevivientes al incendio (como el Salón Westmister). Los cimientos del Palacio fueron colocados en 1840, la Cámara de los Lores fue completada en 1847 y la Cámara de los Comunes en 1852 (en este punto Barry recibió el título de caballero). Aunque la mayor parte del trabajo se llevó a cabo en 1860, la construcción no terminó hasta una década después.
El palacio de Westminster continuó funcionando normalmente hasta 1941, cuando la Cámara de los Comunes fue destruida por las bombas alemanas durante la Segunda Guerra Mundial. Esta vez, sir Giles Gilbert Scott fue comisionado como arquitecto y escogió preservar las características esenciales del diseño de sir Charles Barry. Los trabajos en la Cámara de los Comunes finalizaron en 1950.

## Exterior

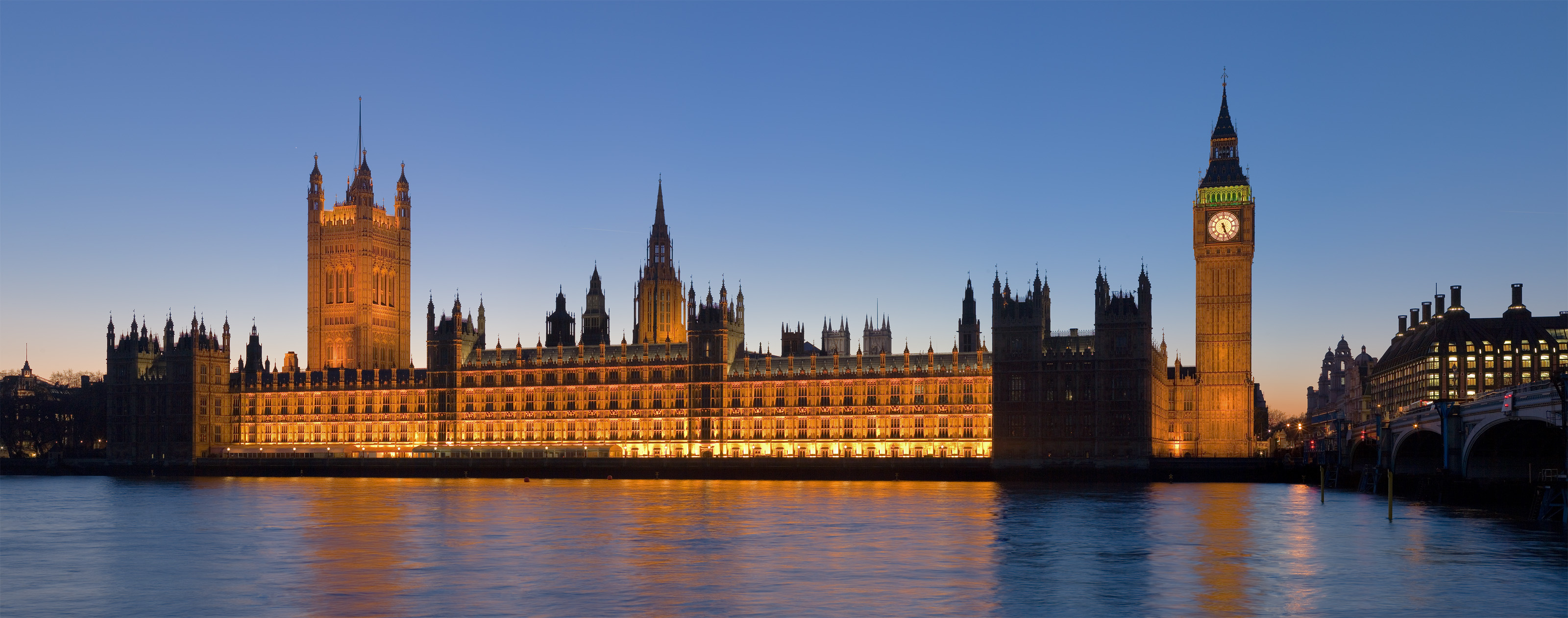
El palacio de Westminster visto desde la margen derecha del río Támesis.

Charles Barry ganó el concurso para el diseño y construcción del nuevo palacio de Westminster gracias a su innovador plan, que consideraba además incorporar el Salón Westminster y los otros edificios medievales supervivientes al incendio de 1834.
Su diseño utilizó el estilo gótico perpendicular, asociado directamente a Westminster debido a su utilización en la capilla de Enrique VII de la abadía de Westminster.
Dado que Barry era un arquitecto clásico, en la ejecución del diseño y construcción fue asesorado por el arquitecto gótico Augustus Pugin, particularmente en el asunto de los detalles, accesorios y muebles. El lugar donde se levantaría el nuevo palacio tenía una extensión aproximada de 80 acres, llegando hasta el borde del río Támesis, ocupando de esta manera terrenos recuperados.

### Mampostería

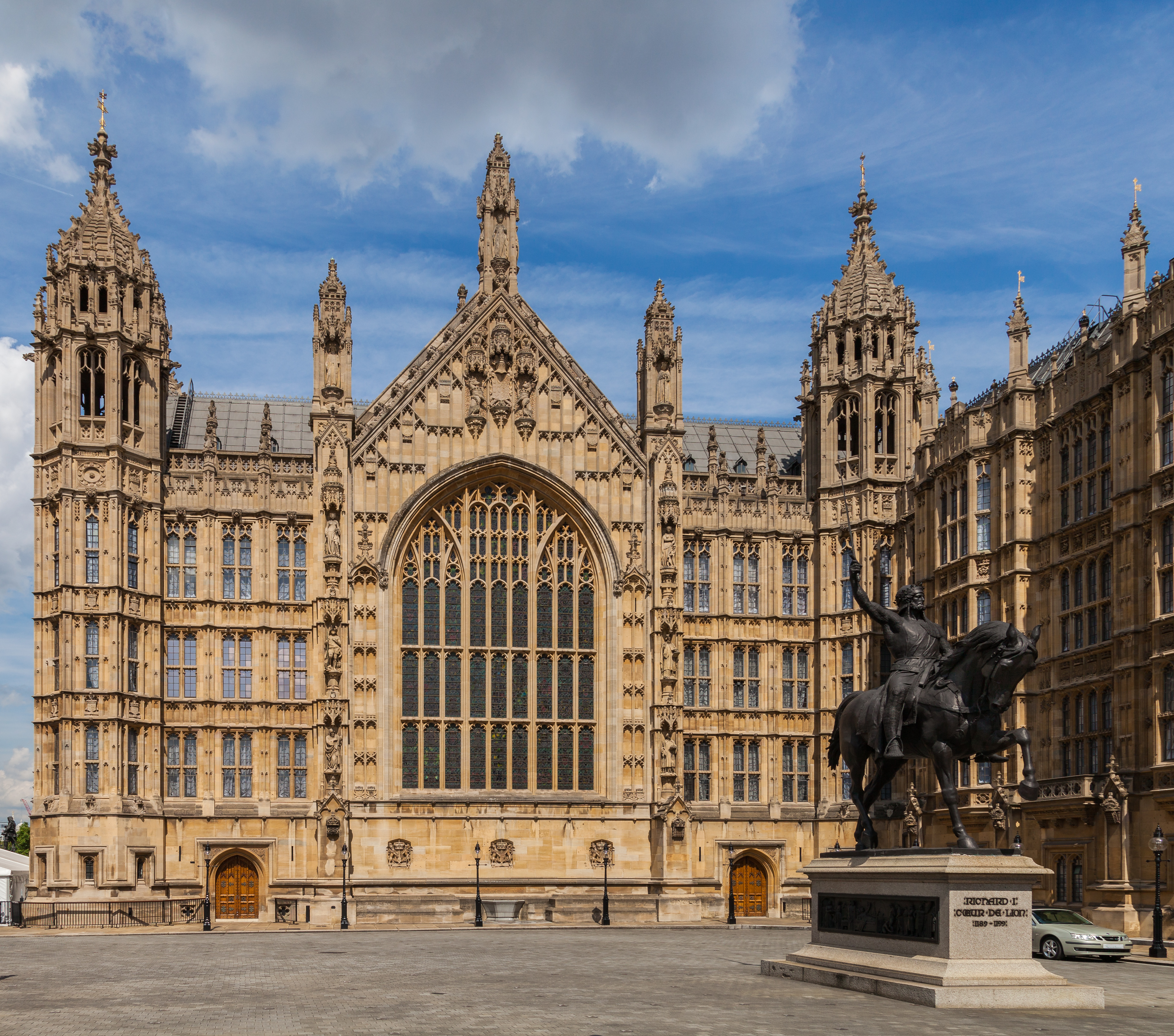
El Salón Westminster visto desde el sur.

Barry dirigió a un equipo de muchos expertos para seleccionar el tipo de piedra a utilizar en la construcción del palacio. Después de algunos viajes por el interior del país, se decidieron por la piedra Anstone, una piedra caliza de alto contenido en magnesio y de color arena, proveniente de la villa de Anston en South Yorkshire.
La primera piedra de la construcción se puso el 27 de agosto de 1840 y para el 12 de mayo de 1860, fecha en la que murió Barry, la mayor parte del trabajo había concluido.
Sin embargo, el mismo Barry había detectado en 1849 que había algunos problemas con el tipo de piedra elegido. En 1861 un comité de expertos determinó que el desmoronamiento de la piedra se debía a la polución atmosférica de Londres y a la calidad de la misma. Hasta el año 1913 no se hizo nada para investigar o prevenir el desmoronamiento. Pero a partir de este año y hasta el año 1926 se quitaron hasta 200 toneladas de piedra de los exteriores del palacio, dejándolo sin sus decoraciones características.
En 1928, se estimó necesario usar la piedra Clipsham, caliza de color miel proveniente de Rutland, para reemplazar a la alicaída Anstone. El proyecto empezó en 1930, pero tuvo que ser interrumpido durante la Segunda Guerra Mundial, siendo concluido en el año 1950. Sin embargo, en 1960 se evidenció que la polución estaba afectando nuevamente la estructura externa del palacio. A consecuencia de ello, en 1981 la Oficina de Trabajo inició un complejo programa de restauración y conservación (RCC Stone Restoration Programme) que se realizó en ocho etapas, cada una de las cuales abarcaba la fachada de una sección específica del palacio. Las tareas de restauración finalizaron en 1994.

### Torres

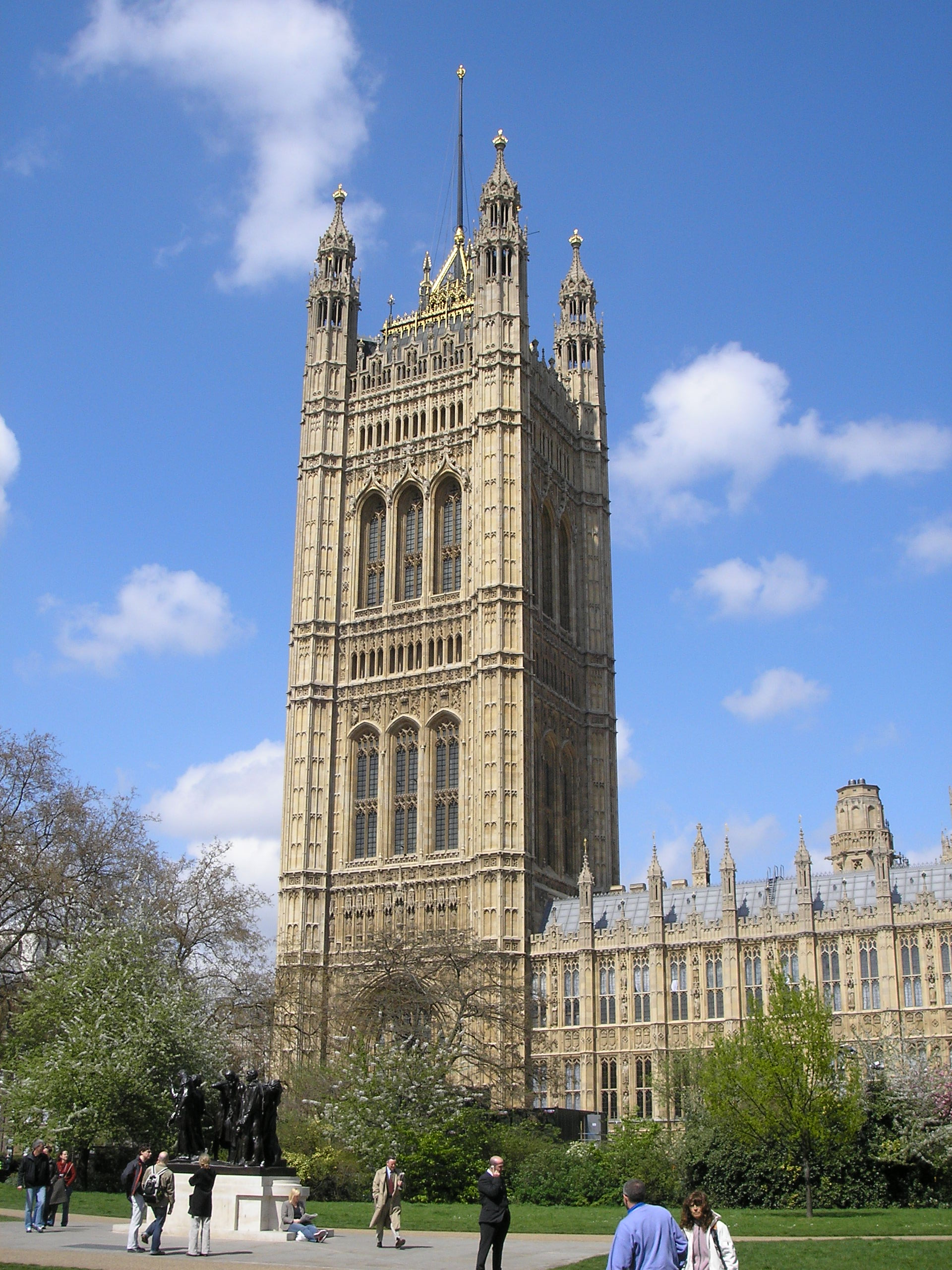
La Torre Victoria, vista desde los jardines.

El palacio de Westminster de Charles Barry y Augustus Pugin incluye muchas torres. La más alta es la Torre Victoria (Victoria Tower) que mide 98,5 metros de altura y es una torre cuadrada ubicada al sudoeste del palacio. La torre fue llamada así luego del reinado de Victoria I y durante la reconstrucción del palacio. Esta torre alberga la Oficina de Registro de la Cámara de los Lores (también conocida como El Archivo del Parlamento), la cual, a pesar de su nombre, tiene la custodia de los registros de ambas cámaras. En la cima de la Torre Victoria hay un asta de metal, donde ondea el Estandarte Real (Royal Standard) si el Monarca británico está presente en el palacio o, de lo contrario, la bandera del Reino Unido (Union Jack). En la base de la Torre Victoria está la Entrada del Monarca. El monarca siempre utiliza esta entrada para ingresar al palacio de Westminster para los actos ceremoniales como, por ejemplo, la Ceremonia de apertura del Parlamento.
Cerca del centro del palacio se levanta la Torre Central (Central Tower) que mide 91 metros de altura, siendo la más pequeña de las tres principales del palacio. A diferencia de las otras, posee un pináculo. Está ubicada encima del Vestíbulo Central y es de forma octogonal. Su función original era servir como entrada de aire de alto nivel.
Existe una pequeña torre en la parte frontal del palacio, entre el Salón Westminster y el antiguo patio del palacio, y en su base contiene la entrada principal a la Cámara de los Comunes, conocida como la entrada de St. Stephen. Ésta es una de las pocas partes que quedan del palacio de Westminster original de la época medieval, que fue incorporada a la nueva estructura del edificio y en la que ahora se hallan oficinas para algunos Miembros del Parlamento y los parlamentarios del Partido Laborista.

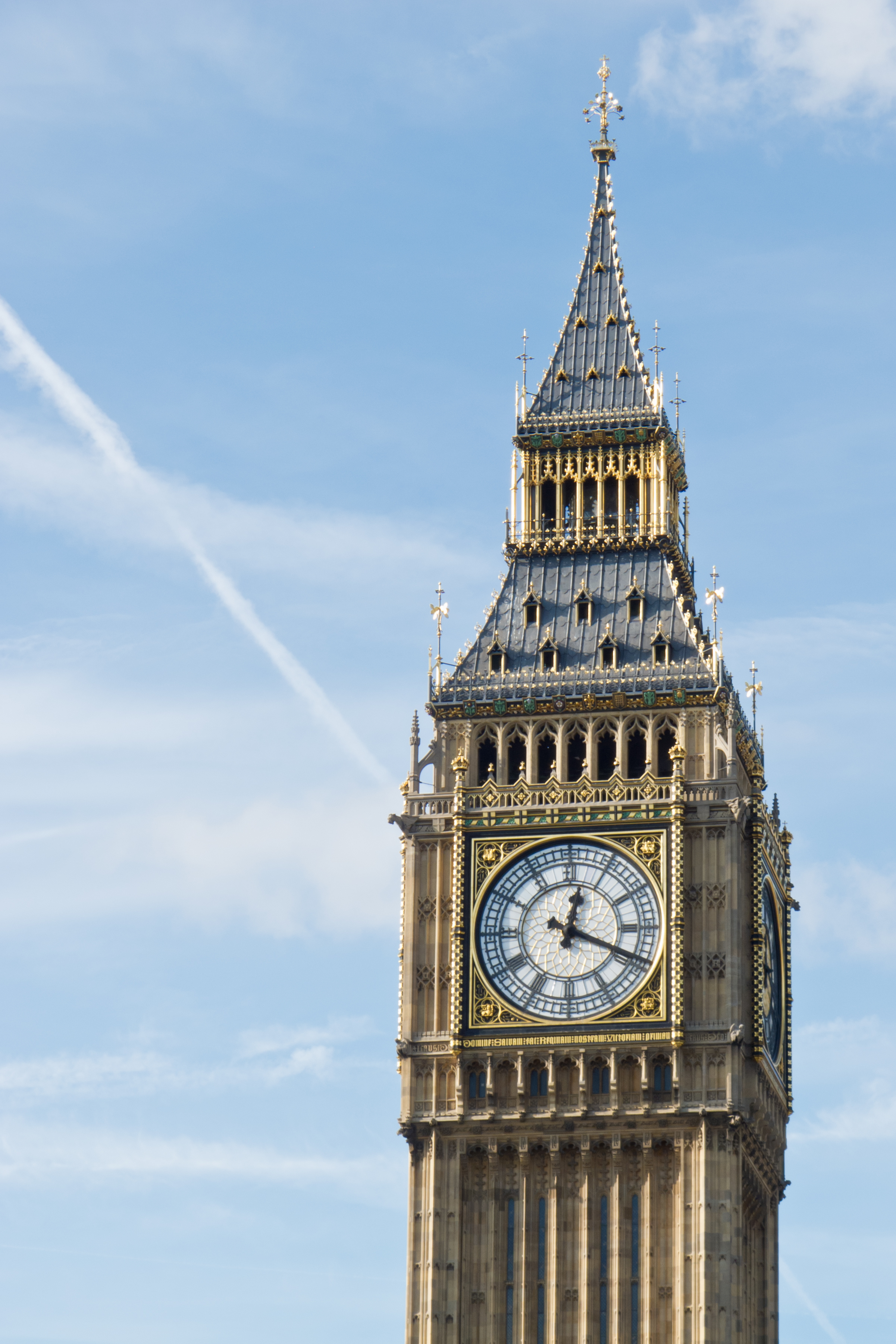
La Torre del Reloj.

Al lado noroeste se ubica la más famosa de las torres. La Torre Isabel, antigua Torre del Reloj (Clock Tower), que mide 96 metros de altura. La Torre del Reloj tiene un gran reloj conocido como el Gran Reloj de Westminster, con una cara para cada una de las cuatro caras de la torre. La torre también contiene cinco campanas, las cuales repican los Cuartos de Westminster cada cuarto de hora. La más grande y famosa de las campanas es Big Ben (oficialmente, la Gran Campana de Westminster), que repica cada hora, y que es a la vez la tercera campana más pesada de Inglaterra, con 13,8 toneladas. Aunque el término "Big Ben" se refiere solo a la campana, es a menudo aplicado erróneamente al reloj.

### Jardines
Hay unos pequeños jardines que rodean el palacio de Westminster. El Jardín de la Torre Victoria (Victoria Tower Gardens) está abierto al público y se ubica al lado del río Támesis, al sur del palacio. El Jardín de Black Rod (Black Rod's Garden) (llamado así por la oficina de Black Rod) está cerrado al público y es usado como entrada privada. El patio del antiguo palacio, al frente, está enlosado y cubierto con bloques de hormigón por seguridad. Cromwell Green (también al frente y ahora cerrado por la construcción del nuevo centro de visitantes), el patio del Nuevo Palacio (en el lado norte) y el 'peaker's Green (justo al norte del palacio) son jardines privados y cerrados al público. El College Green, ubicado al frente de la Cámara de los Lores, es una pequeña área verde triangular usada para entrevistas televisivas con los políticos.

## Interior

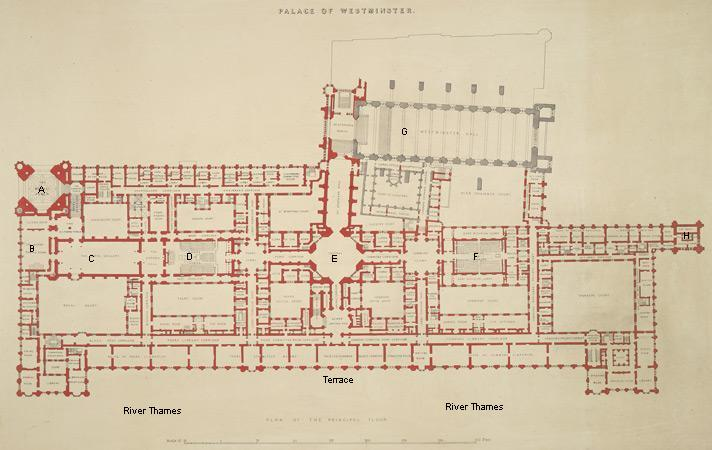
El plano del palacio de Westminster.

El palacio de Westminster tiene cerca de 1100 habitaciones, 100 escaleras y 5 kilómetros de pasillos. El edificio es de cuatro plantas; la planta baja incluye oficinas, comedores y bares.
El primer piso (conocido como el piso principal) alberga las principales salas del palacio, así como cámaras, vestíbulos y bibliotecas. El Salón de la Toga (Robing Room), la Galería Real (Royal Gallery), la Cámara del Príncipe (Prince's Chamber), la Cámara de los Lores (Lords' Chamber), el Vestíbulo de la Nobleza (Peers' Lobby), el Vestíbulo Central (Central Lobby), el Vestíbulo de los Miembros (Members' Lobby) y la Cámara de los Comunes (Commons' Chamber) se encuentran distribuidos en línea recta en esta planta, de sur a norte, siguiendo el orden que se ha citado (el Salón Westminster está al costado de la Cámara de los Comunes, a un extremo del Palacio). Las dos plantas superiores están ocupadas por salas de reuniones y oficinas.
Antiguamente, el palacio estaba oficialmente controlado por el Gran Lord Chamberlain (Lord Great Chamberlain) en su calidad de residencia real. Sin embargo, en 1965, se decidió que cada cámara sería responsable de sus propios salones. El Speaker y el Lord Speaker (antes el Lord Canciller) ejercen el control en sus respectivas cámaras. El Gran Lord Chamberlain conserva la custodia de ciertos salones ceremoniales.

### La Cámara de los Lores

La Cámara de los Lores, dibujo de Augustus Pugin y Thomas Rowlandson para el Microcosmos de Londres de Ackermann (1808-11). Esta cámara se quemó en el incendio de 1834.

La Cámara de los Lores está ubicada en la parte sur del palacio de Westminster. El salón, abundantemente decorado, mide 14 por 24 m. Los escaños de la cámara, así como los demás muebles en el lado del palacio asignado a los Lores, son de color rojo. La parte superior de la cámara está decorada por vitrales de colores y por seis frescos alegóricos representando la religión, la caballería y la ley.
La parte superior, la galería de observadores, cuenta con un pequeño telón, de aproximadamente 25 cm de alto. Esta fue construida en 1920 para ocultar los tobillos y pantorrillas de las mujeres asistentes a la galería de observadores. La moda se estaba volviendo más liberal, por lo que la visión de las pantorrillas femeninas fue estimada como no adecuada por los lores.
En un extremo de la cámara está el dosel y el trono dorado. Aunque el monarca podría teóricamente ocupar el trono en cualquier sesión del Parlamento, él o ella solo lo usan durante la ceremonia de apertura del Parlamento. Otros miembros de la familia real que asisten a la ceremonia de apertura se acomodan en sillas de gala cercanas al trono. Al frente del Trono se halla el Woolsack, un asiento sin respaldo ni brazos relleno de lana, representando la importancia histórica de la comercialización de la lana. El Woolsack es utilizado por el delegado que preside la Cámara de los Lores (el Lord Speaker desde julio de 2006, pero históricamente fue el Lord Canciller o un suplente). La maza ceremonial de la Cámara, que representa la autoridad real, se encuentra detrás del Woolsack. Al frente del Woolsack están los Woolsack de los Jueces (unos grandes almohadones rojos ocupados por los Lores de Ley durante la Ceremonia de Apertura) y la Mesa de la Cámara (donde se sientan los funcionarios).
Los miembros de la cámara ocupan asientos rojos ubicados a los tres lados de la cámara. Los asientos a la derecha del Lord Speaker forman el Lado Espiritual, y aquellos a su izquierda forman el Lado Temporal. El Lado Espiritual lo ocupan los Lores Espirituales (arzobispos y obispos de la Iglesia de Inglaterra). No obstante, los Lores Temporales (nobles) se sientan de acuerdo al partido al que pertenecen: los miembros del partido de gobierno se sientan en el Lado Espiritual, mientras que los de la oposición se sientan en el Lado Temporal. Algunos Lores que no están afiliados a ningún partido, ocupan los asientos en el medio de la cámara al lado opuesto del Woolsack.
La Cámara de los Lores es el lugar donde se celebran importantes ceremonias, de las cuales la más importante es la Apertura del Parlamento (State Opening of Parliament), al inicio de las sesiones anuales parlamentarias. El Soberano, sentado en el Trono, da su Discurso del Trono, resumiendo la agenda legislativa del Gobierno para la próxima sesión parlamentaria. Los Comunes no entran a la cámara, pero pueden observar los eventos desde la Barra de la Cámara, ubicado justo sobre la Cámara. Una ceremonia similar se realiza al final de la sesión parlamentaria, pero normalmente el Soberano no asiste a esta ceremonia, siendo representado por un grupo de Lores Comisionados.

### La Cámara de los Comunes

Cámara de los Comunes, dibujo de Augustus Pugin y Thomas Rowlandson para el Microcosmos de Londres de Ackermann (1808-11). Esta cámara ardió en el incendio de 1834.

La Sala de la Cámara de los Comunes se ubica en el extremo norte del palacio de Westminster. Sus medidas son 14 por 21 metros. Es mucho más austera que la gran Sala de los Lores. Los asientos, al igual que los demás muebles del lado de los Comunes en el palacio, son de color verde. Otros parlamentos en las naciones de la Commonwealth han copiado el mismo estilo de color, el cual asocia a la Cámara baja con el color verde y a la casa superior con el color rojo.
En un extremo de la cámara está la silla del Speaker, un regalo enviado desde Australia. Al frente de la silla del presidente está la Mesa de la Cámara, un regalo enviado desde Canadá, donde se sientan los funcionarios y donde se coloca el mazo ceremonial de los Comunes. Sobre la Mesa, hay dos cajas de despacho (despatch boxes en inglés) que son regalos enviados desde Nueva Zelanda. Hay asientos verdes a cada lado. Los miembros del partido de gobierno ocupan los asientos a la derecha del presidente o Speaker, mientras que los de la oposición ocupan los asientos ubicados a su izquierda. No hay asientos cruzados, como en la Cámara de los Lores. La sala es relativamente pequeña, y tiene capacidad solo para 427 de los 646 Miembros del Parlamento. Durante las Preguntas del primer ministro y en los debates principales, algunos miembros del Parlamento permanecen de pie en un extremo de la cámara.
Por tradición, el monarca británico no entra a la Cámara de los Comunes. El último monarca que lo hizo fue Carlos I (en 1642) cuando acudió con el objetivo de arrestar a cinco miembros del Parlamento, con los cargos de alta traición. Cuando el rey le preguntó al Speaker William Lenthall sobre el paradero de estos individuos, Lenthall respondió con la famosa frase: "Si me permite su Majestad, no tengo ojos para ver, ni lengua para hablar en este lugar salvo en lo que se sirva ordenarme esta Cámara, cuyo servidor soy".
De acuerdo a una tradición apócrifa, las dos líneas en el piso de la Cámara de los Comunes son dos espadas que están separadas a unos 30 cm de distancia. El protocolo ordena que los miembros del parlamento no puedan cruzar esas líneas durante los debates, para prevenir disputas en la Cámara.
Otras tradiciones por los miembros del parlamento en la Cámara incluyen la prohibición de fumar el tabaco desde el siglo XVII. Los miembros tampoco pueden llevar medallas o condecoraciones militares, o poner sus manos en los bolsillos.

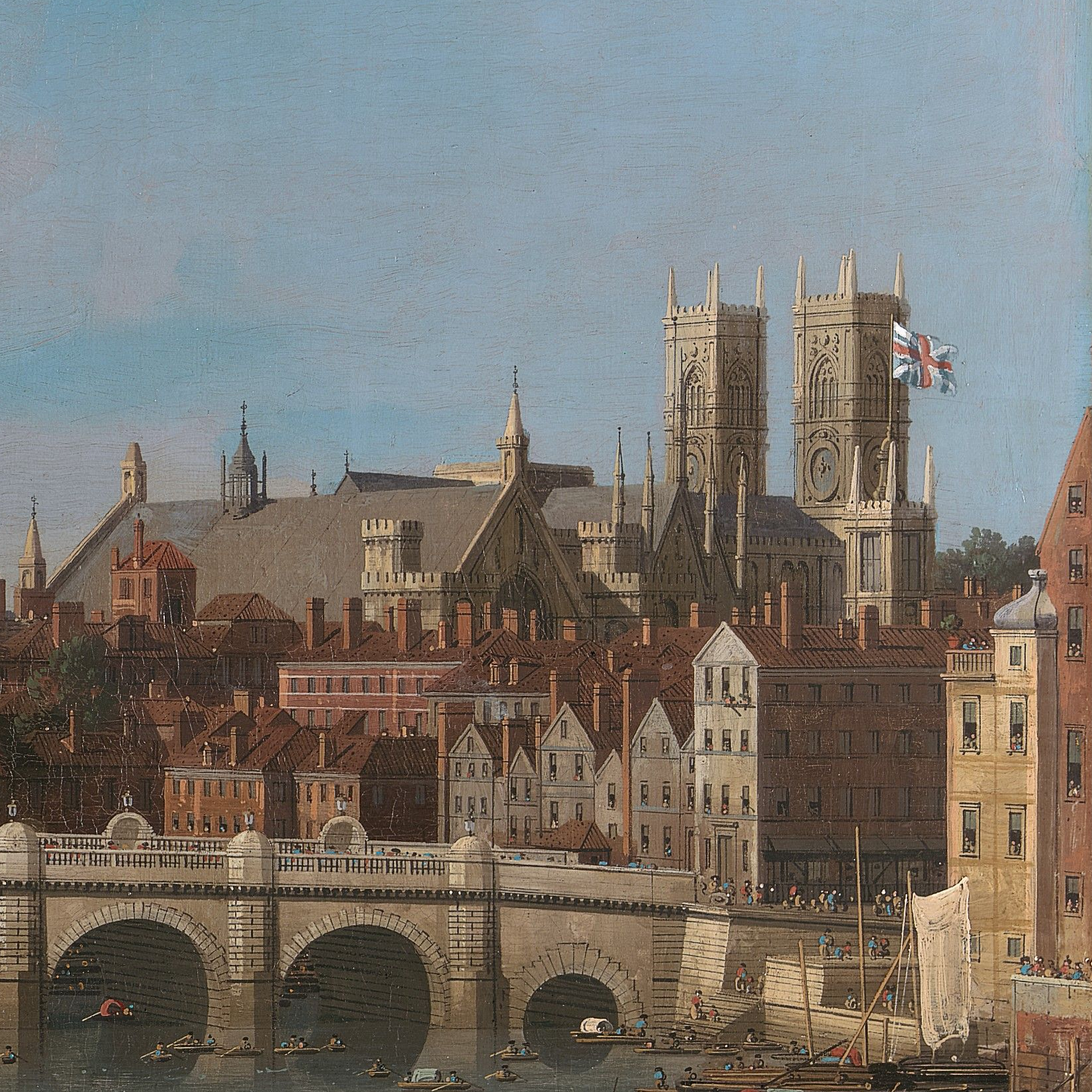
El Salón Westminster, 1747 (Canaletto).

### El Salón Westminster

El Salón Westminster a comienzos del.

El Salón Westminster es la parte más antigua del palacio que aún existe y fue construido en 1097. El techo original estaba soportado por pilares, pero, durante el reinado del rey Ricardo III, fue reemplazado por un techo artesonado diseñado por Henry Yevele y Hugh Herland. El Salón Westminster es uno de los más grandes salones en Europa con un techo sin soportes y mide 21 por 73 m.
Históricamente, el Salón Westminster ha sido utilizado para numerosas funciones. Inicialmente fue usado en funciones judiciales. Alojaba tres de las más importantes cortes en Inglaterra: la Corte del Tribunal del Rey, la Corte de Alegatos Comunes, y la Corte de Chancery. En 1873, estas cortes fueron fusionadas en la Alta Corte de Justicia, que continuó con sus sesiones en el Salón Westminster hasta que se mudó a las Cortes Reales de Justicia en 1882. Adicionalmente, el Salón Westminster ha sido usado para numerosos juicios de estado, incluido juicios de proceso de destitución y el juicio del rey Carlos I al final de la Revolución Inglesa.
El Salón Westminster también ha sido utilizado como sala de ceremonias. Desde el siglo XII al XIX, los banquetes de coronación en honor a los nuevos monarcas fueron realizados aquí. El último banquete de coronación fue el del rey Jorge IV (1821); su sucesor, Guillermo IV, abandonó la tradición porque la consideraba un gasto excesivo. El Salón Westminster también ha sido usado para los homenajes de cuerpo presente durante los funerales de estado y ceremonias fúnebres. Este honor es generalmente reservado para el soberano y sus cónyuges. Los únicos personajes que, a pesar de no pertenecer a la realeza, recibieron este honor fueron Frederick Roberts (1914) y Sir Winston Churchill (1965). El más reciente homenaje de cuerpo presente fue el de la Reina Isabel II del Reino Unido en septiembre de 2022.

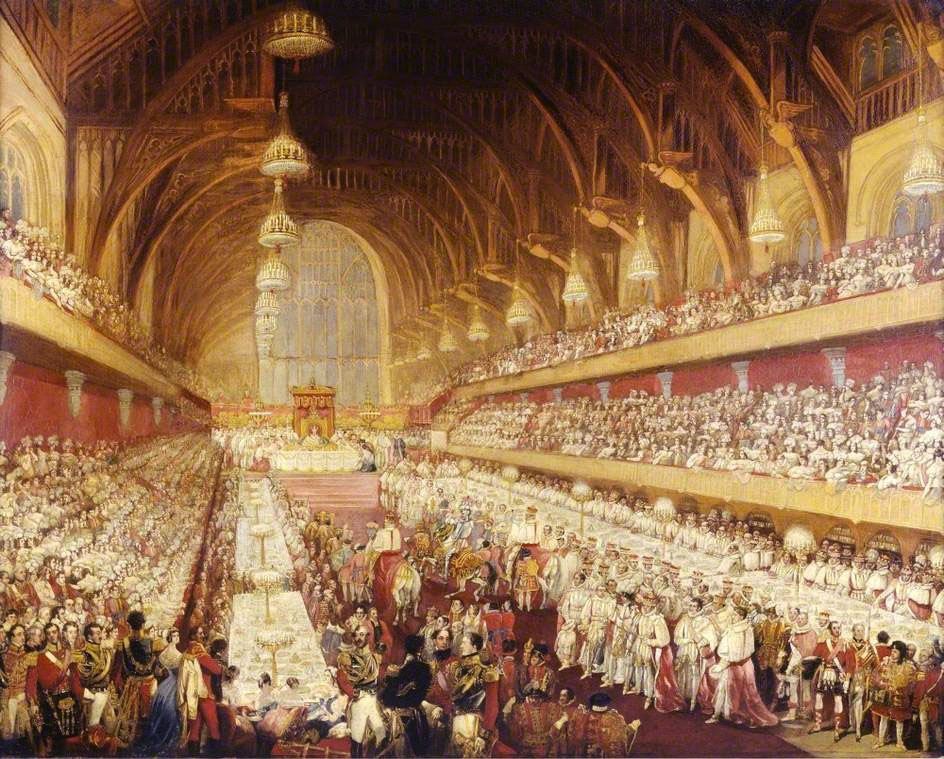
Banquete de coronación de Jorge IV en el Salón Westminster en 1821. Fue el último banquete de este tipo.

Las dos Cámaras del Parlamento han realizado discursos ceremoniales a la Corona en el Salón Westminster en importantes ocasiones públicas. Por ejemplo, los discursos de presentación del vigésimo quinto aniversario (1977) y cincuenta aniversario (2002) de Isabel II, el 300 aniversario de la Revolución Gloriosa (1988) y el decimoquinto aniversario del fin de la Segunda Guerra Mundial.
Debido a las reformas de 1999, la Cámara de los Comunes usa un cuarto cercano al Salón Westminster (no la sala principal) como sala adicional de debates. (Sin embargo, usualmente este cuarto es reconocido como parte del Salón Westminster). El cuarto tiene forma de herradura alargada, contrastando con la Sala Principal, en donde los asientos están ubicados en lados uno frente al otro. Este modelo intenta reflejar la naturaleza no partidaria de los debates sostenidos en el Salón Westminster. Las sesiones en el Salón Westminster se realizan tres veces por semana; sin embargo, es típico que estas sesiones no se debata sobre asuntos importantes o controvertidos.

### Otros salones
Hay muchos otros salones importantes ubicados en el primer piso del palacio. En el extremo sur del palacio, está el Salón de la Toga (Robing Room), en el cual el Soberano se prepara para la Ceremonia de Apertura del Parlamento poniéndose la toga oficial y la Corona Oficial Imperial. Pinturas de William Dyce en la Sala de la toga representan escenas de la leyenda del Rey Arturo. Inmediatamente después de la Sala de la Toga está la Galería Real, la cual es usada a veces por los dignatarios extranjeros que desean dirigirse a ambas cámaras. Las paredes están decoradas con dos enormes pinturas de Daniel Maclise: La muerte de Nelson (representando la muerte de lord Nelson en la batalla de Trafalgar) y El encuentro de Wellington y Blücher (mostrando al duque de Wellington conociendo a Gebhard Leberecht von Blücher en la batalla de Waterloo).
Cerca, al lado sur de la Cámara de los Lores, está la Cámara del Príncipe, una pequeña antesala usada por miembros de los Cámara de los Lores. La Cámara del Príncipe está decorada con pinturas de miembros de la dinastía Tudor. Cerca, al lado norte del Cámara de los Lores, se halla el Vestíbulo de la Nobleza, donde los Lores discuten o negocian asuntos de manera informal durante las sesiones de la cámara.
La pieza central del palacio de Westminster es el Vestíbulo Central, de forma octogonal, a continuación del Salón de la Toga y que además está justo debajo de la Torre Central. Está adornado con estatuas de estadistas y con mosaicos representando los santos patrones del Reino Unido: San Jorge para Inglaterra, san Andrés para Escocia, san David para Gales y Patricio de Irlanda para Irlanda (estos mosaicos son anteriores a la secesión de la República de Irlanda). Los electores pueden conocer a sus representantes en el Parlamento en el Vestíbulo Central. Más allá del Vestíbulo Central, cerca de la Cámara de los Comunes, se encuentra el Vestíbulo de los Miembros, en el cual los Miembros del Parlamento conversan o negocian sobre algún tema en particular. En el Vestíbulo de los Miembros hay estatuas de personas que ocuparon el cargo de primer ministro, entre ellos David Lloyd George, Sir Winston Churchill y Clement Attlee.
Hay dos bibliotecas en el piso principal, con vista al río. Una de ellas es de la Cámara de los Lores y la otra es la Biblioteca de la Cámara de los Comunes.
El palacio de Westminster también incluye apartamentos para los funcionarios que presiden las dos cámaras. La residencia oficial del Speaker está ubicada al extremo norte del palacio, mientras que el apartamento del Lord Canciller se halla en el extremo sur. Cada día, el Speaker y el Lord Canciller toman parte en procesiones ceremoniales desde sus apartamentos a sus respectivas cámaras.

## Seguridad
Los miembros de Black Rod supervisan la seguridad de la Cámara de los Lores, mientras el sargento de Armas hace lo mismo en la Cámara de los Comunes. Sin embargo, estos oficiales cumplen solo con roles ceremoniales fuera de los salones de sus respectivas cámaras. La seguridad es responsabilidad de la División del Palacio de Westminster de la Policía Metropolitana de Londres, la fuerza policial para el área del Gran Londres. La tradición indica que sólo el sargento de Armas puede portar armas dentro de la Cámara de los Comunes.
La Conspiración de la pólvora fue probablemente el atentado más famoso contra la seguridad del palacio de Westminster. Fue dirigido por un grupo de extremistas de la Iglesia católica y tenía como objetivo ocasionar una explosión en el interior del Palacio durante la Ceremonia de Apertura del Parlamento, para asesinar al rey Jacobo I de Inglaterra (protestante), su familia, y la mayoría de la aristocracia. El complot fue descubierto cuando un noble católico, William Parker, recibió una carta anónima advirtiéndole que no asistiera a la Ceremonia de Apertura. Las autoridades dirigieron una búsqueda en el palacio y descubrieron la pólvora y a uno de los conspiradores, Guy Fawkes. Posteriormente, los conspiradores fueron enjuiciados por alta traición en el Salón Westminster y fueron colgados y descuartizados. Desde 1605, el Alabardero de la Casa Real conduce una búsqueda ceremonial por los sótanos del palacio antes de cada Ceremonia de Apertura del Parlamento.

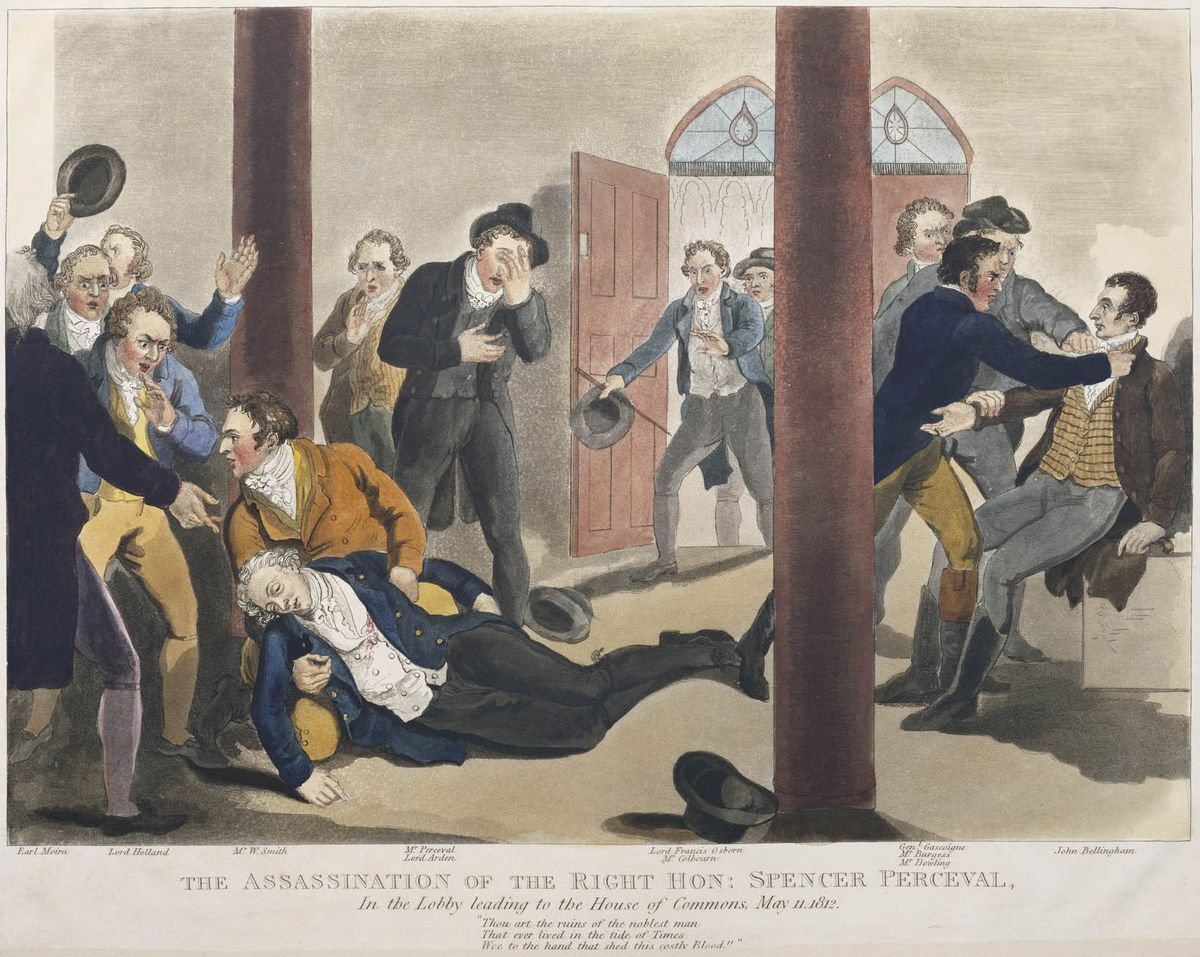
Asesinato del primer ministro británico Spencer Perceval en el Palacio de Westminster (1812).

El antiguo Palacio de Westminster fue también el escenario del asesinato del primer ministro en 1812.
En el lobby de la Cámara de los Comunes, en camino a la oficina de información parlamentaria, Spencer Perceval fue asesinado a balazos por John Bellingham. Perceval es el único primer ministro británico que ha sido asesinado hasta la fecha.
El 17 de junio de 1974 una bomba de 9 kg fue colocada por el IRA Provisional explotando en el Salón Westminster. En 1979, Airey Neave, un prominente político conservador, fue asesinado por un coche bomba mientras conducía hacia afuera del nuevo aparcamiento del palacio. Tanto el Ejército Irlandés de Liberación Nacional como el IRA reclamaron responsabilidad por el asesinato; sin embargo, las fuerzas de seguridad creían que el primer grupo fue el responsable. Con la creciente preocupación acerca de la posibilidad de que un camión lleno de explosivos fuera conducido al edificio (a pesar del cese efectivo, en aquella época del terrorismo del Norte de Irlanda), se colocaron bloques de concreto en la carretera en el 2003.
El palacio también ha sido escenario de numerosos actos de acción directa motivados políticamente. En 1970, por ejemplo, algunos individuos tiraron gas lacrimógeno dentro de la Cámara de los Comunes como protesta ante las condiciones en Irlanda del Norte. Preocupados ante este tipo de ataques y previendo un posible ataque químico y biológico, en 2004 se ordenó la construcción de una pantalla de vidrio para separar la Galería de los Extranjeros.
La nueva barrera no cubría las tres filas delanteras, que eran conocidas como la "Galería de los Extranjeros Distinguidos". En mayo de ese año, protestantes de Fathers 4 Justice atacaron al primer ministro Tony Blair con bombas de harina desde esta galería. En septiembre, cinco manifestantes en contra de la propuesta de prohibir la caza del zorro interrumpieron la sesión de la Cámara de los Comunes corriendo en el salón. A pesar de estas interrupciones, aún se permite el acceso al público a estas galerías.

## Cultura y turismo
El exterior del palacio de Westminster —especialmente la Torre del Reloj— es una de las atracciones de Londres más visitadas por los turistas. La Organización de las Naciones Unidas para la Educación, la Ciencia y la Cultura (Unesco) clasifica al palacio de Westminster como un Patrimonio de la Humanidad desde 1987. También es un edificio reconocido de grado I. No hay accesos informales al interior, pero puede ser observado de las siguientes maneras:
- Viendo los debates desde la galerías públicas de la Cámara de los Comunes o la Cámara de los Lores: los residentes del Reino Unido pueden obtener invitaciones de sus representantes en el Parlamento. También es posible, tanto para residentes del Reino Unido como para visitantes extranjeros, hacer cola para la admisión diaria, pero la capacidad es limitada y no hay garantía de entrar. Las visitas solo están permitidas para algunas zonas del palacio.
- Visitas guiadas durante las sesiones Parlamentarias: Los residentes del Reino Unido pueden solicitar a su representante en el Parlamento a un Lord una entrada en una visita guiada en el Parlamento mientras se realiza una sesión. Los institutos educacionales británicos pueden arreglar visitas guiadas con los Miembros del Parlamento.
- Apertura de verano: Las visitas pueden realizarse durante un periodo de dos meses durante el período de verano cuando el Parlamento no sesiona. Estas visitas están abiertas tanto a residentes del Reino Unido como a visitantes extranjeros. Es recomendable realizar por adelantado las reservas.[2]
- Aparición en televisión: transmisiones en vivo de las sesiones Parlamentarias pueden ser vistas en BBC Parliament; el material grabado es mostrado cuando el Parlamento no está en sesión.

Desde el 2 de agosto de 2005, bajo una provisión del Acta del Crimen Organizado y Policía de 2005 es ilegal realizar protestas sin el permiso de la Policía Metropolitana dentro de un área designada que se extiende a media milla alrededor del palacio.